# ГЕС Міборо II
ГЕС Міборо II (御母衣第二発電所) – гідроелектростанція в Японії на острові Хонсю. Знаходячись перед ГЕС Міборо, становить верхній ступінь каскаду у сточищі річки Shō, яка на захід від міста Тояма впадає до затоки Тояма (Японське море). 
В межах проекту ліву притоку Shō річку Ошіра перекрили кам’яно-накидною греблею висотою 95 метрів, довжиною 390 метрів та шириною по гребеню 10 метрів, яка потребувала 1,7 млн м3 матеріалу. Вона утримує водосховище з площею поверхні 0,67 км2 і об’ємом 14,2 млн м3 (корисний об’єм 11 млн м3), в якому припустиме коливання рівня у операційному режимі між позначками 1205 та 1230 метрів НРМ. Окрім власного стоку до сховища подається додатковий ресурс, захоплений водозаборами на лівобережжі Ошіро та протранспортований  по тунелю довжиною 5,9 км до греблі Хакусуй, зведеній на одній з лівих приток Ошіри. Ця бетонна споруда висотою 18 метрів та довжиною 81 метр потребувала 22 тис м3 матеріалу та створила підпір, котрий дозволяє передавати ресурс до основного сховища по каналу довжиною 0,25 км. 
Зі сховища під правобережним масивом прокладено дериваційний тунель довжиною 7,1 км з діаметром 2,9 метрів, який переходить у напірний водовід довжиною 0,7 км зі спадаючим діаметром від 2,9 до 1,4 метра. Крім того, в системі працює вирівнювальний резервуар, котрий складається зі з’єднувальної шахти висотою 50 метрів з діаметром 3,2 метра і двох камер – верхньої розмірами 5х7х80 метрів та нижньої розмірами 3х4х63 метра.
Основне обладнання станції становить одна турбіна типу Френсіс потужністю 66,3 МВт (номінальна потужність ГЕС рахується як 59,2 МВт), котра використовує напір у 460 метрів.
Відпрацьована вода по тунелю довжиною 0,63 км з діаметром 2,9 метра відводиться до водосховища станції Міборо, створеного вже на річці Shō.